# Maria Solheim
Maria Solheim (Alsvåg, 19 gennaio 1982) è una cantante e cantautrice norvegese.
Nel 2001 pubblica Barefoot, il suo album d'esordio. Il disco è pubblicato anche nei paesi germanofoni. Segue Behind Closed Doors (2002), commercializzato nel 2003 anche nei paesi germanofoni e in Giappone, dov'è distribuito da DefSTAR Records, sussidiaria della Sony Music. Frail esce in Norvegia, Germania, Regno Unito e Giappone nel 2004. Nel 2012 pubblica In the Deep, quinto album in studio distribuito questa volta dalla Universal Music. L'album esce due anni dopo in Germania commercializzato dalla Membran.

## Discografia

### Album in studio
- 2001 - Barefoot
- 2002 - Behind Closed Doors
- 2004 - Frail
- 2006 - Will There Be Spring
- 2012 - In the Deep
- 2016 - Kaptein Snabelbæsj Og Hjertetyven (con Silje Sirnes Winje)